# AVIedit
AVIedit is een sharewareprogramma voor Microsoft Windows dat AVI-bestanden kan bewerken ontwikkeld door de Russische Alexander Milukov. Het installatieprogramma is beschikbaar in het Engels en het Russisch, en de menutalen zijn Engels, Duits, Russisch, Portugees, Chinees, Italiaans, Hongaars, Spaans, Frans, Tsjechisch, Oekraïens en Zweeds.

## Functies
- Importeren van reeksen BMP-, JPEG-, PNG- en TARGA-bestanden in een enkel AVI-bestand
- Voorbeeld van de video op het computerscherm met aanpasbaar contrast en helderheid
- Metainformatie opslaan in een bestand
- Kopiëren, knippen en plakken van frames van AVI-bestanden.
- Verdraaien van afbeeldingen en AVI-bestanden gebruikmakend van effecten
- Video ontdoen van ruis
- TWAIN-ondersteuning voor scanners en digicams
- Exporteren van een AVI-bestand in verschillende frames, geanimeerde GIF-afbeeldingen of een nieuw AVI-bestand
- Gamma-correctie van video en kleurconversie (grijstinten enz.)
- Importeren van GIF als AVI-bestanden
- Autodesk FLI/FLC-bestanden converteren naar AVI en omgekeerd
- MP3-bestanden importeren
- Importeren van MPEG1-bestanden als AVI